# タカ (お笑い芸人)
タカ（1976年〈昭和51年〉4月3日 - ）は、日本のお笑い芸人であり、タカアンドトシのボケ担当。相方はトシ。吉本興業所属。北海道札幌市出身（出生地は釧路市）。北海高等学校卒業。身長175cm、体重85kg。本名は鈴木 崇大（すずき たかひろ）。

## 略歴
- 1976年4月3日、北海道釧路市で生まれる[1]。幼少期は道内を転々とし、後に札幌市に移る[1]。
- 1990年、2人が通っていた札幌市立西岡北中学校で、お笑い志望のタカがプロレスファン同士で気の合ったトシを誘いコンビ結成。トシと組む前は、別の同級生と「アンバランス」というコンビを組んでいた。
- 北海高等学校3年の時に札幌吉本のオーディションに合格し、プロの道へ進む。
- 1995年同校卒業。札幌中心に活躍。
- 2002年に上京。
- 2009年1月6日、喉のポリープ手術のため、レギュラー出演していた『笑っていいとも!』を欠席した。この日の『いいとも!』には、相方のトシが単独で出演し、オープニングで「（タカの）手術は無事成功しました。1週間喋れないんですが、来週は出演します」と語った。同月10日放送の『タカアンドトシのどぉーだ!』では、「ポリープ手術後声出せません」というマスクを付けて出演。会話をする時は全てホワイトボードに書いてトシに読んでもらっていたが、そこに書いたことは大概ボケで、その日の番組最高視聴率（12.4%）をたたき出した。同年元日（1月1日）に出演した『第42回初詣!爆笑ヒットパレード2009』にて、近々入院することを明かしていた。また、手術前だったのでネタも披露し、喋ることも出来ていたが入院、手術をする日は明かしていなかった。
- 2012年7月22日、『FNS27時間テレビ』内で元芸能リポーターの鈴木奈津子にプロポーズをして成功した。鈴木とは2007年から交際しており[2]、3年前から同棲状態であることが2012年2月に報じられていた[3]。2012年8月11日に婚姻届を提出した[4]。
- 2013年3月9日の『SmaSTATION!!』放送内で妻の妊娠を発表し、4日後（3月13日）の『笑っていいとも!』の生放送内で同日午前2時28分に第1子が誕生したことを報告した。また、2017年3月にはタカ自身がマイク・タイソンに似ていると公表した第2子が誕生。

## 人物
- 中学時代にサッカーの北海道選抜に選ばれたことがある。北海高校でもサッカー部に入部したが、1年生のときに退部。ポジションはゴールキーパーだった。
- とんねるずを見て、中学時代にはお笑い芸人になることを決意している。石橋貴明に最初に会った時にその話をして以来、その後とんねるずとは何度も共演することとなった[5]。
- 母方の実家の永井家は明治時代に高祖父が石川県石川郡白峰村から北海道空知郡奈井江町に移住し、農業を営んだ。祖母は戦後離婚して質屋を営んだが、1960年代に母を連れて札幌市に転居。父方の実家の鈴木家は道南の上ノ国町にいたが、高祖母は福島県会津の出身。曽祖父はニシン漁に従事したがやがて小樽市に移住。父は北海道庁の役人となって札幌に移り、そこでやはり道庁に勤務していた母と知り合った。母方の高祖父と曽祖父は「七転び八起き」を口癖にしており、苦労を重ねた祖母は「七転び八起き」と描かれている木の飾りを経営していた質屋に掲げていたという。タカは芸能界入り後も応援してくれた祖母が亡くなった時、その飾りを祖母から受け継いだ。また、相方のトシもタカと同様先祖が北陸出身で、同じ福井県三国港から北海道に渡ったことや、渡道後ニシン漁に従事したことなど、共通点がいくつかある[6]。
- 歌がうまく、『お笑い芸人歌がうまい王座決定戦スペシャル』では、レミオロメンの「粉雪」を熱唱し、観客や出演者を圧倒した（歌った回では、相手が強敵・長州小力だったため敗退してしまったが、後日VTR対決の時にもこの時の映像を披露し、見事勝利を収めた。）。また、第7回大会では有田哲平に「うまい以前にタカの歌には魂がこもっている」と言われたことがある。ただし、カラオケ番組での採点ではあまり高得点を取れない傾向にある。
- かつて、テレビ出演時には絵本風のライオン（通称「タカトシライオン」）が描かれたトレーナーを着ていた。現在は『天才!志村どうぶつ園』『有吉ぃぃeeeee!そうだ!今からお前んチでゲームしない?』でのみ着ている。それ以前は、アメリカンアニメ調の鳥の目と嘴がプリントされた赤いトレーナーを着用していた。
- 札幌吉本時代は、今とは似つかない、スリムで髭を生やした渋い容貌で、髪の色も度々変えていた。2001年に上京してからは、当時の55kgから体重が増加し、現在のような体型になった。トシからは「動けるデブ」と言われている。
  - 年を追うごとに肥満が加速し、健康面も悪化。2017年に人間ドックで血液検査を受けたところ、E判定という結果が出、糖尿病予備軍であることが発覚。自身の子供が成人するまでの間は生きていたいという気持ちから減量に踏み切り、5月24日から1ヶ月かけて8㎏の減量に成功。仕事を兼ねることができるのでテレビ番組のダイエット企画に乗ろうかと思っていたが、それを待つと先に糖尿病になってしまうので個人で行うことにした[7]。
- 『笑っていいとも! 年忘れ特大号!』（2007年12月26日放送）のコーナーで、ミルクセーキの早飲みに挑み、9.48秒を記録。当時、香取慎吾（SMAP）が持っていたギネス世界記録9.5秒を破り、新ギネス世界記録を打ち立てた[8]。しかし、『オレワン』（2009年11月17日放送）では、HIRO（安田大サーカス）の7.9秒（ギネス非公式）に敗北している。
- お笑いにトシを誘ったのは、保健室だよりをまじめに読んでいて「こいつならできる」と思ったからである[9]。
- 『キン肉マン』に登場するアシュラマンやロビンマスクなど、郷里大輔が声優を務めるキャラクターの声まねが得意で、『タカアンドトシのケチャケチャラジオ』のコーナーでも披露している。郷里の死去前に共演を果たしており、タカのアシュラマンの声まねと郷里大輔が演じるアシュラマンとの対決を行うも、最終的にはトシが「うるせえな」とキレている。2008年7月26日に放送された『FNS27時間テレビ』では、アシュラマンに扮装して出演した。
- 2008年11月3日放送の『もしものシミュレーションバラエティー お試しかっ!』で、ブログランキング1位になる企画の際、実は前にブログをやっていたのだが1年以上も更新せず、更にはゴーストライターに書かせていたことが発覚する。結果は2位で、1位の品川祐を超せなかった。しかし、TV放送後のランキングでは、品川を抜いてアクセスランキング1位になった。なお現在の公式ブログ「グッときタカ2」も2009年5月19日を最後に更新されていない。
- また少女漫画も大好きで、特に『美少女戦士セーラームーン』がお気に入り。高校時代はセーラームーンの座布団を持って登校しており、友達もそんなタカを容認していた。
- 『いきなり!黄金伝説』ではトシの文句がうるさくなってくると「うるせぇんだよ!」と、タカが叫んでしばしば暴走する事が多かった。後に、漫才やコントにもこのやり取りが取り入れられている。
- 蛾が大の苦手。それが原因で『いきなり!黄金伝説』のロケ中、炊事場から逃げ出したことがある。また、『お試しかっ!』でも罰ゲームに蛾が用いられていた。
- 一番苦手な先輩芸人に千原ジュニアを挙げており、その兄である千原せいじに説教されるというドッキリを仕掛けられた。せいじに反省文を書いてくるよう言われたタカは文面に「軽率でした」と素直に謝罪の気持ちを表し、それを見たトシが「あいつがこんな言葉使ったの初めて」と口にしていた。
- ウンチャンという名の柴犬を飼っている。タカが出演している『天才!志村どうぶつ園』の「タカアンドトシの日本全国どうぶつ面白ニュース」のコーナーの最後で必ず可愛い犬としてVTRで登場している。VTRはウンチャンの可愛い仕草や表情、寝姿を撮影したもの。[注 1]
- 2011年に入ってからは「俺だ! 俺だ! 俺だ!」というやや暴走気味のギャグを使うことが多い。
- 以前はピンで出演することもあったが、『アメトーーク!』の企画の「おばあちゃん子芸人」（2007年7月5日）にピンで出演した際、あまりに自分のトークの出来のひどさに意気消沈してしまい、それ以降はピンで出ることを止めてしまった。フリートークも苦手である。
- 愛車は、『とんねるずのみなさんのおかげでした』の「タカ、クルマを買う。」にてとんねるずの見立てで購入したポルシェ・カイエン3.6V6Tip-S。
- 上京後も、札幌の行きつけの美容院に通い続けている。